# Женская сборная Чехии по водному поло
Женская сборная Чехии по водному поло — национальная ватерпольная команда, представляющая Чехию на международной арене. Управляющей организацией является Федерация водного поло Чехии (чеш. Český svaz vodního póla; англ. Czech Water Polo Federation).
До 1993 года чешские ватерполистки выступали в составе сборной Чехословакии.

## Результаты выступлений

### Чемпионаты Европы
| Место     | И              | В              | Н              | П              | ГЗ             | ГП             | +/-            |                |
| --------- | -------------- | -------------- | -------------- | -------------- | -------------- | -------------- | -------------- | -------------- |
| 1985—1991 | не участвовали | не участвовали | не участвовали | не участвовали | не участвовали | не участвовали | не участвовали | не участвовали |
| 1993      | 11             | 6              | 1              | 0              | 5              | 35             | 91             | -56            |
| 1995      | 10             | 5              | 1              | 1              | 3              | 31             | 47             | -16            |
| 1997      | 12             | 6              | 1              | 0              | 5              | 34             | 80             | -46            |
| 1999—2022 | не участвовали | не участвовали | не участвовали | не участвовали | не участвовали | не участвовали | не участвовали | не участвовали |
| 2024      | 12             | 6              | 2              | 0              | 4              | 48             | 96             | -48            |